# 현승 (관직)
현승(縣丞)은 한국과 중국에서 사용한 관직이다. 한국의 경우 발해에서 지방행정구역인 현(縣) 밑에 현승을 두었고 고려에서도 현에 정8품직인 현승을 두었다.